# Караваджо (провінція Бергамо)
Караваджо (італ. Caravaggio) — муніципалітет в Італії, у регіоні Ломбардія, провінція Бергамо.
Щорічний фестиваль відбувається 9 серпня. Покровитель — святий Фермо.

## Географія
Місто розміщене на відстані близько 470 км на північний захід від Рима, 36 км на схід від Мілана, 22 км на південь від Бергамо.

## Демографія
Населення — 16 042 особи (2014).
Станом на 1 січня 2023 року в муніципалітеті офіційно проживало 2005 іноземців з 69 країн, серед них 490 громадян країн Євросоюзу та 64 громадяни України.

## Сусідні муніципалітети
- Баріано
- Бриньяно-Джера-д'Адда
- Кальвенцано
- Капральба
- Форново-Сан-Джованні
- Мізано-ді-Джера-д'Адда
- Моренго
- Моццаніка
- Пагаццано
- Серньяно
- Тревільйо

## Уродженці
- Джованні Франческо Страпарола (1480) — італійський письменник, зачинатель жанру літературної казки.

## Галерея

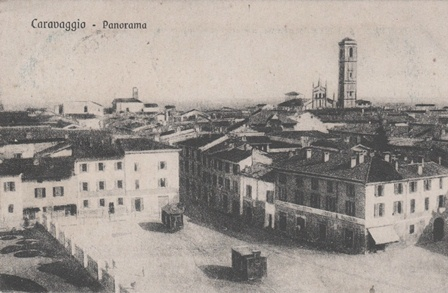
Караваджо. 1917
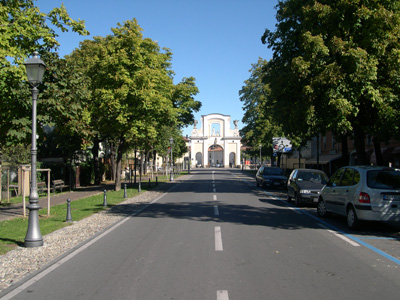
Арка Нові ворота